# Lars van der Haar
Lars van der Haar (Woudenberg, província d'Utrecht, 23 de juliol de 1991) és un ciclista neerlandès que competeix professionalment des del 2013. Actualment milita a l'equip Telenet-Fidea Lions. S'ha especialitzat en el ciclocròs on ha guanyat diverses medalles als Campionats del món.

## Palmarès en ciclocròs
- 2010-2011
  -  Campió del món sub-23 en ciclocròs
  -  Campió d'Europa sub-23 en ciclocròs
  -  Campió dels Països Baixos sub-23 en ciclocròs
  - 1r a la Copa del món de ciclocròs sub-23
  - 1r al Trofeu GvA sub-23
- 2011-2012
  -  Campió del món sub-23 en ciclocròs
  -  Campió d'Europa sub-23 en ciclocròs
  -  Campió dels Països Baixos sub-23 en ciclocròs
  - 1r a la Copa del món de ciclocròs sub-23
  - 1r al Superprestige sub-23
  - 1r al Trofeu GvA sub-23
- 2012-2013
  -  Campió dels Països Baixos en ciclocròs
- 2013-2014
  -  Campió dels Països Baixos en ciclocròs
  - 1r a la Copa del món de ciclocròs
- 2015-2016
  -  Campió d'Europa en ciclocròs
- 2021-2022
  -  Campió d'Europa en ciclocròs
  -  Campió dels Països Baixos en ciclocròs

## Palmarès en ruta
- 2012
  - Vencedor d'una etapa al Tour Nivernais Morvan
- 2014
  - Vencedor d'una etapa a la Volta a l'Alta Àustria